# Charles-Alexandre de Richery
Charles-Alexandre de Richery (* 31. Juli 1759 in Allons; † 25. November 1830 in Aix-en-Provence) war ein französischer römisch-katholischer Geistlicher und Bischof.

## Leben und Karriere

### Priester im Exil
Richery, dessen Onkel Kanoniker der Kathedrale von Senez war, besuchte das Gymnasium der Oratorianer in Aix-en-Provence, absolvierte das Priesterseminar Saint-Sulpice in Paris und wurde 1785 zum Priester geweiht. Bei Ausbruch der Französischen Revolution war er Generalvikar des Bistums Senez. Als Monarchist verweigerte er den Eid auf die Zivilverfassung des Klerus und floh über Puget-Rostang und Nizza nach Rom. Dort lebte er im Umkreis von Kardinal Jean-Siffrein Maury und verkehrte mit Adelaide und Victoire von Frankreich. Vor der Einnahme Roms durch die französischen Truppen wich er in andere italienische Städte aus. 1801 kehrte er in seine Heimat zurück und lebte als Ruheständler.

### Bischof von Fréjus und Erzbischof von Aix-en-Provence
1817 wurde Richery von König Ludwig XVIII. auf den Bischofsstuhl von Fréjus vorgeschlagen, konnte aber erst 1823 zum Bischof geweiht werden und im Oktober 1823 sein Amt antreten. Er machte sich um den Wiederaufbau des lange verwaisten Bistums verdient und baute 1827 in Fréjus ein neues Krankenhaus. 1829 wechselte er in das Erzbistum Aix und erlebte dort die Julirevolution von 1830. Vom Kummer darüber geschwächt, starb er im November im Alter von 71 Jahren und wurde in der Kathedrale von Aix beigesetzt.